# Termos de parentesco diádico
Termos de parentesco diádicos (originário de díade – indica reciprocidade) são aquelas palavras únicas usadas para definir parentesco que são recíprocos . Em Português e em outras línguas, por exemplo, há algumas expressões para essas situações, como “eles são pai e filho“ ou “elas são neta e avó“ ou “eles tio e sobrinho“, mas não há uma palavra única diádica que possa ser usada nesses casos como temos “eles são primos“ ou “eles são irmãos“ ou “eles são cunhados“.

## Exemplos
Exemplos de línguas que têm muitos termos diádicos para parentesco de sangue:
língua kayardild (das ilhas Wellesley sul, Queensland, Austrália): ngamathu-ngarrba “mãe e filho“, derivada de ngamathu “mãe“; e kularrin-ngarrba “irmão e irmã“ vinda de kularrin “irmão cruzado“, usando o mesmo sufixo diádico acima:  ngarrba Nem todos esses termos usados pelas línguas dessa região são assim derivados; a língua mian (do grupo “Ok”) da Nova Guiné tem uma única raiz lum para “pai e filho “
Termos de parentesco de sangue diádicos são raros em línguas indo-europeias. Alguns dos raros exemplos estão na islandês e na faroesa:  feðgar “pai e filho“, ' feðgin “pai e filha“, mæðgin “mãe e filho“, mæðgur “mãe e filha“. 
Substantivos do japonês representados por termos diádicos são: 亲子Oyako “pai e filho“; 兄弟Kyodai ”irmãos”;  ,姊妹Shimai ”irmãs”, e夫妇 Fufu ”marido e mulher”.

## Outras línguas
Línguas que têm esses termos estão concentradas no oeste do Oceano Pacífico. Há pelo menos dez dessas na Nova Guiné, incluindo Oksapmin Menya e as línguas do grupo “Ok”; quinze ou mais línguas austronésias, desde Taiwan até a Nova Caledônia; pelo menos umas sessenta na Austrália, tais como Kayardild já informada acima. Há exemplos esporádicos no norte da Eurásia, incluindo algumas línguas turcomanas e urálicas, Yukaghir e Ainu; dependendo das definições, das línguas Yi (Lolo) do Sudeste Asiático também pode-se dizer que apresentem tais termos. Em outras partes do mundo são raras , ou, pelo menos, não foram descritas, percebidas, por linguistas. Algumas línguas mais conhecidas incluem as atabascanas (língua koyukon, língua carrier), as Pomo; a dos Paiútes da América do Norte; a Quíchua, a caribenha tirió da América do Sul; língua adigue do Cáucaso; as línguas khoe (exs. Khwe, dialeto Giwi) da África do Sul 